# Кеннет Дуейн Бауерсокс
 Кеннет Дуейн «Сокс» Бауерсокс  (англ. Kenneth Dwane "Sox" Bowersox; 14 листопада 1956, Портсмут) — інженер, офіцер Військово-морського флоту США, колишній астронавт НАСА. Він брав участь у п'яти місіях Спейс шаттл, а також був командиром шостого довготривалого екіпажу Міжнародної космічної станції.

## Ранні роки
Бауерсокс народився в Портсмуті (штат Вірджинія), але своїм рідним містом вважає Бедфорд (штат Індіана). Коли він був дитиною, його родина переїхала в Окснард, Каліфорнія, де перебувала впродовж семи років. Будучи бойскаутом, він отримав ранг «Eagle Scout» — вищий ранг у структурі молодіжної організації Boy Scouts of America. Вищу освіту здобув в Військово-морській академії США за фахом інженер аерокосмічного напрямку. Після цього він вступив у Школу льотчиків- випробувачів ВПС США (англ. USAF TPS), яку закінчив з відзнакою. Під час служби він тестував літаки LTV A-7 Corsair II і McDonnell Douglas F/A-18 Hornet.

## Астронавт
В 1987 році Бауерсокса вибрали як кандидата в астронавти В 1992 році у відбулася його перша космічна місія в рамках STS-50, де він був пілотом. Далі пішли STS-61 (пілот), STS-73 (командир), STS-82 (командир), STS-113 (екіпаж МКС-6 разом з Миколою Бударіним і Доналдом Петті). На Міжнародній космічній станції він служив командиром і пробув на борту з 25 листопада 2002 року по 3 травня 2003 рік. На Землю Бауерсокс повернувся на борту Союз ТМА-1.
30 вересня 2006 року він звільнився з НАСА. 16 червня 2009 року його призначили віце-президентом з безпеки астронавтів і забезпечення польотів в компанії «SpaceX». 8 червня 2010 року його ім'я було внесено в Зал слави астронавтів, всього через чотири дні після успішного запуску ракети «Falcon 9» виробництва SpaceX.

## Нагороди
- Медаль «За заслуги в освоєнні космосу» (12 квітня 2011 р.) — за великий внесок у розвиток міжнародного співробітництва в галузі пілотованої космонавтики [5]